# Китайцы и варвары
Это статья преимущественно об идеологии. Подробнее о современной внешней политике см. Внешняя политика Китайской Народной Республики; по истории вопроса см. также en:Foreign relations of imperial China

«Пять зон подчинения»: круги ближних подданных Сына Неба 天子 находятся в возрастающей степени контакта с территориями, которые позднее образуют даннические царства 朝贡国. Теоретически последние стоят на пути аккультурации и пользуются милостями императора. Снаружи (化外之地) расположены: Восточные варвары Дунъи 東夷, Западные варвары Сижун 西戎, Южные варвары Наньмань 南蠻 и Северные варвары Бэйди 北狄.

Разделение на китайцев и варваров (華夷之辨) — концептуальное различие, повлиявшее на формирование идеологии китаецентризма в культурах Восточной Азии.

## Терминология
Единого термина, аналогичного западному понятию «варвар», в доимперский период не существовало, как не было и этнического понятия «китаец»: среди царств Восточного Чжоу, входящих в китайскую культурную сферу, западные (Чжоу, Цинь — см. ниже) и южные (У, Юэ и Чу) считались варварскими или полуварварскими (например, Ши цзи, 《天官書》: 秦、楚、吳、越，夷狄也), в дипломатических беседах и трактатах подчеркивалось, что варварство — противоположность Чжоускому ритуалу, воплощению культуры «Серединных царств». Любопытно, однако, что понятие «варварства» было продуктом конкретной исторической ситуации. Так, по отношению к Чу оно зафиксировано в эпоху Воюющих царств, но отсутствует в предшествующий период Весны и Осени. По отношению к Цинь оно возникает только в поздний период Воюющих царств, когда Цинь громко заявляет о себе на политической арене.
Эволюция соответствующих представлений отразилась в многочисленных исторических терминах, обозначающих «варваров»: доминирующим, с негативным подтекстом, стали и 夷 (тж. «четверо и» 四夷) или и-ди 夷狄. При этом и обладал множеством значений, среди которых современные словари выделяют такие как «мирный, спокойный, радостный». Именно оно, вероятно, фигурирует в имени чжоуского И-вана 周夷王, IX в. до н. э. Выражение чоу-и 醜夷 используется в Ли цзи в значении «напарник, ровня» (在醜夷不爭), в то время как в поздней имперской литературе у него появляется значение «варвары, инородцы». В древнекитайском языке иероглиф и также использовался в значении ши 尸 («труп», тж. символическая фигура, представляющая предков в ритуалах с их предполагаемым участием — см. en:Shi (personator)), что, возможно, объясняется омонимией. По предположению А. Шюслера, и восходит к австроазиатскому корню, обозначающему «море».
Понятие жун 戎, обозначавшее варваров и, одновременно, целый ряд военных реалий, стало выражением противоположности между сферами культуры (Китай, мир, конструктивность, вэнь 文) и военной мощи (варварство, война, деструктивность, у 武).
Популярность ху 胡 и фань 番/蕃 (см. ниже, Ранние империи и Цин) отразилась в китайских названиях музыкальных инструментов среднеазиатского происхождения (эрху, хуцинь), овощей (морковь — «варварская репа» 胡萝卜, томат — «варварский баклажан» 番茄) и проч.

## Неолитические культуры

### Археология
С развитием археологии в Китае в 1-й половине XX века доминирующее значение получила концепция Фу Сыняня 夷夏东西说, согласно которой развитие китайской цивилизации происходило между двумя культурными полюсами: западным, Ся 夏 (предшественник китайской культуры, спекулятивно сопоставленный с культурой Яншао) и восточный, И 夷 («варварская зона» — культура Луншань).
С открытием Мяодигоу (1959), демонстрирующим преемственность этих культур, концепция Фу была опровергнута. Ей на смену пришла теория «единого очага» (К. С. Чан и др.), более соответствующая традиционной китайской историографии.
Доминирующей ныне является теория «регионализма», закрепившаяся с возобновлением исследований после «Культурной революции» (Су Бинци и др.): яркие археологические свидетельства высокой культуры на территориях, традиционно считавшихся «варварскими» (см. Культура Хуншань, en:Niuheliang, Саньсиндуй), наводят на мысль, что классическая китайская цивилизация развивалась плюралистически.
Культура Эрлитоу, иногда отождествляемая с Ся, демонстрирует признаки обширных торговых контактов.
Цивилизация Эрлиган, засвидетельствованная открытиями Паньлунчэн, позволяет предположить, что местные правители держали в подчинении этнически отличающееся население (бронзовый стиль соответствует находкам Эрлиган и заметно отличается от местного керамического стиля).
Двумя наиболее самобытными культурами, развивавшимися параллельно с Шан, признаны Сансиндуй (Сычуань) и Синьгань (Цзянси).
Среди примеров регионального взаимодействия: распространение сосудов типа дин и доу: из культур Давэнькоу и Даси в остальные регионы; распространение колесниц из северных регионов в Шан (известны начиная с периода около 1200 года до н. э., прежде всего по раскопкам в Иньсюй. С эпохи Чжоу управление колесницей фигурирует в составе классической программы образования аристократов, см. Шесть искусств); взаимопроникновение артефактов между Шан и северными кочевниками; распространение колокольной культуры из южных регионов в Чжоу.

### Филологические свидетельства
Древнекитайский язык относится к сино-тибетской языковой группе. Детали развития тибетских языков (как вероятное раннее ответвление от протокитайских либо источник влияния на последние) не поддаются реконструкции.
Письменные памятники, свидетельствующие о языковых контактах между различными языковыми группами, большей частью относятся к средним векам. Однако косвенные свидетельства исследователи получают, сравнивая китайскую передачу «варварских» географических названий, а также из источников по древним диалектам (Фанъянь, отчасти Шовэнь).
- Австроазиатские языки представлены народностями Юэ. В 1996 году Пуллейблэнк выдвинул предположение, что варвары-и говорили на языке австроазиатской группы[8].

- Тохарские языки (индоевропейская ветвь): носители жили в Таримском бассейне (современный Синьцзян). По предположению С. Пигготта, этот регион мог стать каналом распространения в Китае колесниц[9].

## Мифология, ранние свидетельства традиционной историографии
Описание первых же правителей глубокой древности сопровождается отчётом об их столкновениях с варварами. См. Ди-Ку (帝嚳).
С другой стороны, Чжуаньсюй 顓頊, внук «предка всех китайцев» Жёлтого Императора, упоминается также как отец Цюаньдоу 驩兜, вождя народности саньмяо 三苗, и предок правящих домов царства Цинь («Ши цзи», 秦之先，帝顓頊之苗裔孫) и Чу (см. en:Jilian, а также en:Fengsu Tongyi 楚之先出自帝顓頊). Все вассалы Китая платили дань китайским императорам в той или иной форме. Разница между вассалами категорий «фань» и «шу» состояла в том, что вассалы категории «фань» платили дань по месту их жительства, так как «они были дикими и не знали должным образом этикет Либу», а вассалы категории «шу» отправляли даннические посольства в столицу империи. Уплата дани имела не столько фискальное, сколько символическое, религиозно-ритуальное значение, а сами уплачивающие дань получали от китайского императора в ответ «подарков» на сумму большую или более статусно ценные вещи чем сама дань. Ещё в эпоху Чжоу (1045 – 256 до н.э.) власть чжоуского вана (сына неба) держалась на том, что он имел «небесное повеление» (небесный мандат), дающий ему «благую» силу дэ, цивилизационную «благодать» которую он распространял на все земли которыми он владел и земли его вассалов и что он контролировал напрямую очень небольшие территории и земли, в сравнении с другими удельными князьями, которые подчинялись ему прежде всего не как самому сильному, а именно «сыну неба» потому, что удельные князья должны были регулярно прибывать на поклон к чжоускому вану, привозить ему дань, а в замен получали ответные дары, которые были не просто дорогие вещи, они несли в себе частичку силы «дэ» которую от неба мог получить только сам чжоуский ван, соответственно возвращаясь обратно в свои земли эти князья собирали своих подчинённых и их одаривали дарами из подаренных чжоуским ваном и в вместе с материальными объектами эта сила дэ переходила всё ниже по иерархии до самых мелких клановых вождей, соответственно возможность эту частичку
получать была настолько привлекательна, что вассалами чжоуского вана часто стремились стать государства очень далёкие как географически так и культурно от Чжоу.

## Шан (ок. 1700—1027 годы до н. э.)
В гадательных надписях упоминаются походы против племён, окружавших Шанское царство: туфан 土方, гуйфан 鬼方, вэй 危, жэнь 人 и др. Понятие фан 方 предположительно начинает обозначать жителей периферии, разделённых по сторонам света. Частые переезды двора, отсутствие государственных границ в современном смысле делали контакты с фан важной частью культуры. Постоянным соперником Шан были племена цян 羌, пленники которых использовались в государственных жертвоприношениях. Утверждается, что слово цян выступало как обобщающее название для «варваров» и рабов.
Вступая в дипломатические контакты, соседние племена превращались в вассалов Шан, таким образом якобы покидая круг «враждебных». Одним из таких вассалов было государство Чжоу, расположенное на запад от Шан: дипломатические отношения с ним чередовались военными действиями. Усилившись, оно положило конец шанской династии.
Несмотря на пиетет, которым пользуется культура Чжоу в конфуцианстве, она иногда называется варварской даже в классических доимперских источниках, прошедших стадию ханьского редактирования (см. «Мэн-цзы» ниже). Конфуций (ок. 551—479 до н. э.), потомок Шан, в эпоху Вёсен и Осеней являет собой пример интеллектуальной интеграции, утверждая культуру Чжоу как высочайший образец цивилизации Поднебесной.

## Западная Чжоу(1027—771 годы до н. э.)
Закладываются основания «ритуала» — церемониально-этической системы, которая будет отличать китайцев от варваров (а также аристократа от простолюдина; позднее также интеллектуала от дикаря).
Главными соперниками Чжоу выступают:
- кочевники жун 戎: предполагается, что названия цюань-жун 犬戎 (en:Quanrong), цюань-и 犬夷, кунь-и 昆夷 относятся к ним же.
- племена Сяньюней: впервые упоминаются в 823 году до н. э. (возможно, одно из жунских племён).

«Бамбуковые анналы» упоминают о приёме народа Ююэ 於越 Чэн-ваном в 1040. Идёт ли речь о представителях народов Юэ или У-Юэ, остаётся неясным.

## Восточная Чжоу(770—221 годы до н. э.)
Варвары описываются как животные, не знающие культурных норм (Цзо чжуань, Ми, 1; Си, 24). Однако они же периодически выступают военными союзниками и торговыми партнёрами. Одна из жен чжоуского Сян-вана (годы правления 651—619 годы до н. э.) происходит из ди 狄 (см. другие примеры в этой вики-статье).
В трактате Гуань-цзы упоминается восточно-иранский народ юэчжи. См. также Луши (царство) 潞氏.
По утверждению некоторых китайских учёных, идея физического бессмертия была привнесена в китайскую культуру в этот период варварами ди (Сюй Чжуншу zh:徐中舒, 1898—1991) или цян (Вэнь Идо, 1899—1946). Однако Юй Инши 余英時 (р.1930) выражает сомнение по поводу этих гипотез, считая, что соответствующее понятие развилось естественным путём из чаяний долголетия.
По утверждению «Люй син» (гл. 25 в сборнике «Шан шу»), Мяо были первыми в использовании ряда телесных наказаний, таких как отрезание носа 劓 и ушей 刵, кастрация 椓 и позорная татуировка 黥 (苗民弗用靈，制以刑，惟作五虐之刑曰法。殺戮無辜，爰始淫為劓、刵、椓、黥。)

### Вёсны и Осени (722—453 годы до н. э.)
В 649—648 годах до н. э. жуны атакуют столицу Чжоу (Цзо чжуань, 11-12 гг. Си)
Один из будущих гегемонов (ба 霸), Вэнь-гун царства Цзинь (правление 636-628 годы до н. э.), рождён от наложницы из жун. До восхождения на трон находится 19 лет в изгнании, 11 из которых проводит среди своих «варварских» родственников.
«Аналекты» утверждают, что «варварские государи — это хуже, чем полное отсутствие правителей на китайских землях» 子曰：「夷狄之有君，不如諸夏之亡也 (тем не менее, это утверждение было проинтерпретировано прямо противоположным образом в обращении Ван Даньвана к правителям Цин в позднеимперский период: «[Выгодно] отличаясь от китайцев, варвары имеют государя»).
Ваны царства У, более окультуренного по сравнению со своим южным соседом Юэ, но также некогда считавшегося варварским, выступают с заявлением о собственном родстве с домом Чжоу. Утверждается, что их род восходит к чжоускому Вэнь-вану и, таким образом, по старшинству уступает только самому дому Чжоу. С заявлением подобного рода выступает Фучай в 482 году до н. э. Не исключено, что царская линия отличалась по происхождению от массы собственных подданных, однако единого мнения на этот счёт до сих пор не существует.
Возможно также, что утверждение ванов У — пропаганда, в той же мере как и утверждение их соперников, ванов Юэ, о родстве с Шаоканом из полумифической династии Ся.
История вражды между царствами У и Юэ становится популярным сюжетом политического дискурса в Серединных царствах: оба соперника представляют собой культуру, чуждую «китайской», однако усиливающееся могущество У представляет для их жителей как угрозу, так и возможность партнёрства (политического, торгового, интеллектуального).

### Эпоха воюющих царств
Выражение сы-и 四夷, «варвары четырёх концов света», становится нормативным для обозначения представителей иной культуры. Оно закрепляется в трактатах Мэн-цзы и Сюнь-цзы и входит в историографию династии Хань. Помимо него, используется также бином 蠻貉(貊) Мань-Мо («Чжун синь чжи дао» 忠信之道, Годянь). 
Народы, относящиеся к царству Юэ, исчисляются сотней или сотнями (байюэ 百越 в «Анналах Люй Бувэя» и более поздней литературе). Ван Юэ Гоуцзянь (правление 496—465 годы до н. э.) уже приводится как пример справедливого правителя, благосклонно принимающего советников и заботящегося о народе. Факт того, что речь идёт о «неокультуренных» народах, оказывается нивелирован.
Особой страницей истории становится эволюция царства Чжао 趙, находящегося на северной периферии Серединных Царств. Смерть без погребения чжаоского Улин-вана 趙武靈王 (ум. в 295 году до н. э.) трактуется конфуцианскими моралистами как следствие его отпада от китайской цивилизации: в реформах уклада в своём владении Улин заходит настолько далеко, что принимает варварскую одежду и вводит в военный обиход кавалерию. Вдохновителем реформ Улина становится царство Чжуншань, которое, несмотря на аттрибуцию варварам байди, в свою очередь принимает понятия конфуцианской этики. О взаимоотношениях Чжао с хунну (сюнну) см. Ли Му 李牧 (ум. в 229 году до н. э.). См. также Виман (Кочосон) — выходец из Янь, основавший царство на территории современной Кореи.
Мэн-цзы (372—289 годы до н. э.) утверждает, что не только чжоуский Вэнь-ван, но и Шунь 舜 имели «варварское» происхождение, но тем не менее стали парагонами китайской культуры (舜生於諸馮，遷於負夏，卒於鳴條，東夷之人也。文王生於岐周，卒於畢郢，西夷之人也。地之相去也，千有餘里；世之相後也，千有餘歲。得志行乎中國，若合符節。先聖後聖，其揆一也。 — «Ли лоу» 離婁下,29).

### Феномен царства Цинь
Во второй половине периода царство Цинь, упоминаемое в более ранних источниках редко и нейтрально, получает характеристики «имеющего сердце хищника», «подобного варварам жун и ди», «не знающего ритуальных норм». В противоположность этому, циньский Му-гун (правление 659-621 годы до н. э.) упоминается Сыма Цянем как представитель Серединных царств в противостоянии с жунами. Согласно археологическим свидетельствам, Цинь на раннем этапе существования не только строго придерживалось системы ледин 列鼎, но и сохранило приверженность традиционным стандартам после «ритуальной реформы» ок. 850 года до н. э., что свидетельствует о сильном влиянии культуры Чжоу. Сян-гун царства Цинь (правление 777—766 годы до н. э.), способствовавший перемещению столицы Чжоу на восток, в благодарность получил от Ю-вана аристократический титул хоу и земли на Западе, на территории бывшей столицы. Таким образом, Цинь оказалось наследником материальной культуры Чжоу. Ряд свидетельств указывают на отождествление Цинь и Чжоу в религиозной и политической риторике. Таким образом, критические заявления эпохи Воюющих царств о «варварстве» Цинь с большой долей вероятности можно характеризовать как пропагандистские. В свою очередь, Цинь позиционировало себя как царство, «заботящееся как о мань [варварах], так и о Ся 夏 [Серединных царствах]».
Расширяясь на юг, Цинь колонизировало территории, соответствующие современной провинции Сычуань, и, таким образом, уже выступило как политический центр относительно завоёванной периферии. Миграции и насильственное перемещение населения, а также его естественный рост, внедрение новых форм управления, социальные реформы, ирригационные проекты и «железная революция» способствовали образованию новой системы социальных, административных и культурных реалий.

## Ранние империи: Цинь и Хань (221 год до н. э. — 220 год н. э.)
Объединив китайские царства, империя Цинь оказалась лицом к лицу с северными варварами ху 胡: это был новый тип соперника китайской цивилизации, с кочевым укладом жизни и высокой степенью географической мобильности. Материальным выражением разделения на китайцев и варваров стал проект Цинь Шихуана по реконструкции стен, окружавших некогда автономные Серединные Царства: внутренние барьеры между царствами были снесены, а северная граница — подчёркнута объединением, укреплением и удлинением существующих стен, образовавших прототип нынешней Великой китайской стены.
Основатель династии Хань (206 год до н. э.), Лю Бан, был выходцем из Чу, что сказалось на придворных вкусах «южного» толка, а также, возможно, на проникновении южных космогонических мотивов в конфуцианскую ортодоксию. Ю Сюн 鬻熊, один из ранних правителей Цзин 荆 (будущего «варварского» царства Чу), упоминается раннеимперскими источниками как учитель и сподвижник Вэнь-вана (правление 1099—1059 годы до н. э.), одного из основателей культуры Чжоу. Возможно, подобные заявления были частью пропаганды Чу, аналогичной претензиям других ранних «варварских» царств на родство с чжоуской традицией.
В 111 году до н. э. династия Хань основала Дуньхуан, пограничный пост для защиты северных территорий. Сухой климат, способствовавший сохранению письменных документов, и богатые межэтнические контакты на протяжении следующего тысячелетия превратили его в уникальный культурный оазис.
Классическая формулировка имперской тактики относительно варваров принадлежит Чао Цо 晁錯 (?200-154): «Уничижение себя ради услужения сильным — это стиль мелких княжеств; объединение малых групп ради атаки на сильного — это стиль наших врагов [Сюнну]. Провокация вражды между варварскими племенами — это стиль Серединных Царств».
- Сюнну 匈奴: NB Цзинь Миди/en:Jin Midi 金日磾 (134-86 годы до н. э.), аристократ сюнну, перешедший на сторону Хань У-ди и сделавший карьеру при дворе благодаря собственной честности и преданности. Предотвратил покушение на У-ди. См. также Хуханье.
- Сяньби 鮮卑: см. Четыре ханьских округа. Новое территориальное образование эпохи Хань возникает после завоевания корейского царства Кочосон в 108 году до н. э. Просуществовав около 420 лет, оно снова выходит из китайского подчинения (см. Когурё).

«Хань шу» упоминает должность дянькэ 典客 («распорядитель гостевых приёмов»), существовавшую в Цинь. Функцией её носителя было «управление всеми перешедшими на правую сторону инородцами (мань-и)» 掌諸歸義蠻夷. Оборот гуй и 歸義 («обращение», «возврат к справедливости») многократно встречается в ханьской литературе по отношению к «варварам».
«Варварам» принадлежала миссия распространения буддизма в Китае. Так, в 67 году н. э. монахи юэчжи выполнили перевод «Сутры из 42-х глав» 四十二章經, считающейся первым буддийским памятником китайской литературы. Знаменитый переводчик Ань Шигао (поздн. Хань) происходил из Парфии.
Как отмечает Тамара Чинь, иностранность не всегда ассоциировалась с варварством: с одной стороны, некоторые влиятельные божества представлялись китайцам живущими на периферии китайского мира (см. Си Ванму); с другой стороны, сами же варвары сюнну имели общих с китайцами предков эпохи Ся.
Несмотря на милитаристическую подоплёку, ханьская идеология уделяет внимание культуре в классическом духе: Хань шу, в завершение повествования об аккультурации некитайских народов, приводит высказывание Конфуция (неизвестное по другим классикам) 有教亡類 — «Когда есть культурное влияние, видовые разделения уходят в небытие».
Сохранившийся литературный канон, сформированный в эпоху Хань из более ранних материалов, приводит классические модели китаецентризма: пять и девять зон подчинения, уфу 五服 (Шаншу, гл. 6 «Юй гун»), и цзюфу 九服 (Чжоу ли, гл. 33 «Чжифан ши») соответственно. Идеалистическое изображение варваров в хвосте чжоуской аристократической иерархии содержится в главе «Мин тан вэй» Ли цзи: эта глава открывается описанием ассамблеи чинов на приёме у Чжоу-гуна; варвары находятся вне самого зала, однако их присутствие подчёркивает размах и значимость происходящего.
Стабильность династии Хань привела к формированию этнонима, который закрепился как обозначение китайской национальности и культуры (хань).

## Троецарствие, Цзинь (220—420)
Падение династии Хань привело к крупному социогеографическому сдвигу: два из трёх образовавшихся царств находились в бассейне реки Янцзы, который, для сравнения, вмещал не более четверти регистрированного населения в эпоху Западная Хань. С другой стороны, север империи впервые оказался под некитайской администрацией; с этого момента бассейн реки Хуанхэ, вотчина Шан и Чжоу, оказывался под владычеством некитайских монархов 9 из 18 последующих веков китайской истории.
Политический хаос, способствовавший миграции на юг, кульминировал в захватах бывших имперских столиц некитайскими племенами: Лоян в 311 и Чанъань в 317. Между 280 и 464 годами зарегистрированное население в бассейне Янцзы увеличилось в пять раз. Продуктом интеллектуального освоения нового опыта стало сочинение Чжугэ Ляна (181—234) «Ту пу» 圖譜, повествующее о туземных племенах юга.
Северные соседи китайцев оказались вовлечены в качестве наёмников в Войну восьми князей. Ослабление центральной власти на севере империи позволило амбициозным лидерам некитайского происхождения (Лю Юань 劉淵) провозгласить собственные государства. Поворотной точкой стал захват Чэнду Ли Сюном 李雄 и смещение династии Цзинь на юг: эта дата считается началом эпохи Шестнадцать варварских государств 五胡十六国 (304—439). Китайское название эпохи (уху 五胡, «государства пяти варваров»: Сюнну, Сяньби, Ди 氐, Цяны 羌 и Цзе 羯) дополнительно закрепило понятие «варвар» и его обновлённую нюансировку.
Полемический даосский трактат «Хуахуцзин» (ок. 300), направленный против буддизма, подчёркивал дикость среднеазиатских варваров и просветительскую функцию Лао-цзы, который якобы стал прародителем буддизма.

## Северные и Южные династии (420—581)
- Император У-ди (династия Лян) (464—549) — крупнейшая фигура эпохи, покровитель буддизма.
- Жань Минь (?-352), инициатор геноцида против народности цзе.

Последняя из династий периода, Северная Чжоу, была основана сяньби и имела смешанный «китайско-варварский» характер.

## Суй — Тан (581—907)
Вэнь-ди, основатель династии Суй, будучи этническим китайцем, использует клановое имя сяньби.
«Смешанные варвары» 雜胡 (династия Суй) — по отношению к этносу Тюркского каганата; Си 奚 (Татабы).
Тюрки-шато принимали активное участие в политической жизни Тан и последующей эпохи раздробленности (исследование этого периода в XX веке возглавил Чэнь Инькэ: его подход ставил под вопрос шовинистическую позицию, выработанную поздней китайской историографией по отношению к некитайским народам).
В своей антибуддийской риторике Хань Юй 韩愈 (768—824) использовал тему разделения между китайцами и варварами: сторонники модной религии, согласно его позиции, забывали учение древних царей и следовали путём варваризации.
См. также Тоньюкук (646—724).

## Сун (960—1279)
Перед лицом угрозы Китаю со стороны киданей и чжурчжэней Сунь Фу zh:孫復 (992—1057) указывал на сходство с эпохой Чуньцю, однако современных «варваров» Сунь сравнивал не с инородными племенами древности, а с чжухоу — китайской аристократией, враждебной власти ванов Чжоу и, в конечном итоге, приведшей последних к политическому коллапсу.
После потери северных территорий Чэнь Лян zh:陳亮 (1143-94), один из ирредентистов эпохи, обратился к классикам для объяснения сложившейся ситуации. По его интерпретации, падение Чжоу было вызвано смешением дао китайцев и дао варваров. В его представлении летопись Чуньцю представляла собой руководство по внешней политике.
Согласно одной из нескольких теорий возникновения народности хакка, эта субгруппа сформировалась из китайских переселенцев с севера, завоёванного в эпоху Сун, — однако не ассимилировалась, а оформилась в обособленные сообщества, которые в поздние эпохи становились источником этнических трений (см. en:Punti).

## Юань (1271—1368)
Практика левирата (унаследования жён между братьями и близкими родственниками), распространённая среди кочевых народов, рассматривалась китайскими интеллектуалами как грубо нарушающая конфуцианский этос.
Сюй Хэн 許衡 (1209—1281, национальность хань) был поставлен во главу заново учреждённой Национальной Академии 國子學, где успешно выступал за сохранение конфуцианской ортодоксии.
Создавая Ханбалык (современный Пекин), монголы сочетали китайский канон с элементами тантрического символизма (см. Амир ад-Дин).

## Мин (1368—1644)
Укрепление династии Мин было сопряжено с карательной экспедицией против остатков предыдущей династии на юге. В экспедиции участвовали как китайцы хань, так и представители мусульманского этноса хуэй (см. en:Ming conquest of Yunnan). Столкновения привели к недовольству местного населения мяо и яо, которое было подавлено (Miao Rebellions).
Ведущей фигурой в подавлении волнений южных аборигенов яо и дун (zh:藤峽盜亂) в более позднюю эпоху был Ван Янмин (1472—1529), наиболее известный как представитель неоконфуцианской философии. В последующие века его учение пользовалось широкой популярностью в Японии и повлияло на формирование самурайской этики.
Минские колонисты хань сформировали местную этническую группу туньбао (туньпу 屯堡 en:Tunbao) в провинции Гуйчжоу. Её принадлежность ханьскому этносу была забыта вплоть до конца XIX века, когда японский антрополог Тории Рюдзо 鳥居 龍藏 (1870—1953) привлёк внимание к элементам ханьфу в костюмах женщин туньбао.
См. также Ван Фучжи (1619—1692).

## Цин (1644—1912)
Интеллектуалы эпохи активно обсуждали опыт династии Юань, когда правление страной оказалось в руках варваров. Ван Фучжи осудил Сюй Хэна (см. выше), утверждая, что его сотрудничество с захватчиками было пособничеством культурной деградации.
Согласно Вану,

Уничтожить варвара не есть бесчеловечность, ограбить — не есть несправедливость, обхитрить — не есть обман. Отчего так? Оттого, что человечность и справедливость суть нормы человеческих взаимоотношений. Они не распространяются на чужую породу.
— «Читая „Всеобщее зерцало“» (Ду Тунцзянь лунь) 读通鉴论
Однако, его взгляды стали популярны не раньше начала XX века. При жизни они оставались культурной аномалией, а его сочинения — не печатались.
Династия Цин, будучи маньчжурской, придерживалась многонациональной идеологии: подданными считались как китайцы, так и монголы, маньчжуры, тибетцы и «мусульмане» (национальность хуэй). Варварами же выступали, соответственно, прежде всего, «заморские» западные пришельцы («янъи», «янжэнь», «ян гуйцзы»).
Администрация над некитайскими племенами юга выполнялась посредством местных вождей тусы 土司. По степени подчинения императорской власти китайские земли разделялись на внутренние и внешние «приграничные районы» фань 藩 fān. Для контроля в северных областях, требовавших более активного военного присутствия, было создано специальное пограничное ведомство лифань юань 理藩院.
Риторика амбивалентности в классическом понимании разделения на китайцев и варваров была успешно использована Лю Фэнлу (zh:劉逢祿, 1776—1829) в дипломатическом кризисе, вызванном недовольством вьетнамского императора Минь Манга (правление 1820—1841 годы) фактом китайского использования термина и по отношению к его государству.
В области теории мыслители поздней Цин были озабочены столкновением империи с западной агрессией. См. Вэй Юань.
В 1861 году, после поражения Китая во Второй опиумной войне, Министерство ритуала, ведавшее отношениями с иностранцами в рамках «даннической системы», уступило эту функцию новому административному образованию (см. Цзунли ямэнь): данническая система принципиально не удовлетворяла требованиям современности. Сложность перехода отобразилась, например, в провальном деле «флотилии Лэя-Осборна», в котором китайская и британская стороны не смогли прийти к консенсусу насчёт иностранного командования новоприобретёнными кораблями. Шерарду Осборну принадлежит фраза «Представление о джентльмене под командованием азиатского варвара — абсурдно» (англ. he notion of a gentleman acting under an Asiatic barbarian is preposterous).
Амбивалентность разделения на «китайцев» и «варваров» проявилась во время восстания тайпинов (1850—1864), лидеры которого, выступая против чужеродной правящей династии, одновременно выступили также против конфуцианских догм. В качестве альтернативы тайпины обратились к христианской идеологии, проникшей в массы вследствие деятельности западных миссионеров.
Антиманьчжурская риторика (Цзоу Жун) сопровождала последние десятилетия правления Цин. Установление республиканского строя стало переломом 2-тысячелетней политической традиции, рассматриваемой приверженцами монархизма как самая суть китайской культуры.

## Международный контекст

### Корея
Сохраняя независимость в значительные периоды истории, Корея выработала двойственное отношение к Цзицзы 箕子 (кор. 기자 Gija), полумифическому сановнику эпохи Шан (см. Хунфань), который якобы получил надел на Корейской земле в эпоху Чжоу.
Плодом модификации модели китаецентризма стало понятие en:Sojunghwa 소중화 (小中華), которое утверждало Корею наследницей подлинной китайской культуры. 

### Япония
Парадоксальным образом, идеология китайского культурного доминирования была использована для преодоления китаецентризма: падение династии Мин послужило поводом утверждать (как минским лоялистам-эмигрантам, так и японским националистам), что истинным носителем китайских ценностей отныне является не Китай, но Япония.
Растущее мирное распространение иностранной культуры в VII–VIII веках ослабило идеологические основы японского общества, основанные на синтоизме. Наиболее заметным проявлением этого процесса стала неудачная попытка смены правящей династии буддийским монахом Докё. Иммигранты из Кореи и Китая активно предпринимали попытки пересмотреть синтоистский миф, создавая генеалогические списки, связывающие их с божествами синтоизма. Японская аристократия, возглавляемая кланом Фудзивара, стремилась к самогерметизации, чтобы предотвратить проникновение чуждых элементов в свою кастовую систему. Однако выбранный ими метод изоляционизма был специфическим: провозглашённое следование традициям предков касалось в основном социальной сферы, что теоретически могло бы полностью заблокировать потенциал развития. Тем не менее образование, наука и технологии не входили в концепцию национальной культуры, поэтому препятствий для заимствования достижений континента в этих областях практически не было. Японское государство отказалось от вмешательства в военные и политические дела на Корейском полуострове, но сохранило интерес к культурному взаимодействию с материком. Теперь приоритеты изменились: вместо государств Корейского полуострова японцы обратили внимание на Китай, который стал основным источником культурной информации в области науки, техники и государственного строительства. Этот выбор был оправдан, так как после распада Пэкче и Когурё беженцы из этих стран стали основными носителями знаний о Китае. Японское государство использовало беженцев в качестве источников знаний о Китае, что было обусловлено осознанием военного превосходства Китая и зависимости Силлы от империи Тан.
Государству Ямато удалось организовать несколько миссий ко двору китайского императора династии Суй. Помимо решения дипломатических вопросов, целью этих миссий было изучение буддизма. Хроника «Суйшу» упоминает о втором посольстве в 607 году, когда посольство Ямато отправило несколько десятков послушников для изучения буддизма при дворе. Таким образом, одной из основных целей контактов с Китаем было получение знаний и навыков работы с информацией. Япония продолжала отправлять миссии в Танский Китай. Всего за период с 630 по 894 год было организовано 19 миссий (630, 653, 654, 659, 665, 669, 701, 716, 732, 746, 750, 759, 761, 762, 775, 778, 801, 834, 894), хотя некоторые из них были отменены по разным причинам. Кроме того, в число 19 упомянутых миссий входят также те, которые были не совсем «настоящими»: 12-я миссия 759 года, целью которой была встреча и сопровождение предыдущего посольства, 14-я миссия 762 года, отменённая из-за проводов посла империи Тан, а также 5-я (665) и 16-я (778) миссии, отправленные с теми же церемониальными целями. В итоге в Танский Китай было отправлено всего 11 полноценных миссий. Обычно их возглавляли чиновники четвёртого ранга, то есть более высокого ранга, чем послы в Силлу и Бохай (пятый и шестой ранги), но высшая японская аристократия не участвовала в этих миссиях, что указывает на ограниченные политико-дипломатические задачи, стоявших перед посольствами. Пребывание в Китае было довольно длительным (обычно около трёх-четырёх лет), так как миссии должны были выполнять не только церемониальные визиты к императору и подношения дани, но и собирать информацию, необходимую для государственного строительства в Японии. Первое посольство в VIII веке в 701 году, отправленное с 32-летним перерывом из-за кризиса на Корейском полуострове, задержалось на семь лет, а буддийские монахи провели в Китае от десяти до двадцати лет. В VII веке первые посольства к танскому двору состояли из одного или двух кораблей (каждый с 120–160 чел). В VIII веке отправлялось уже четыре корабля. Самое большое посольство было отправлено в 838 году — более 600 человек. Япония, будучи зависимой от Китая как источника информации, не принимала практику инвеституры (получения печати от танского императора, удостоверяющей легитимность японского императора) и, таким образом, оставалась независимым государством. Несмотря на явное недовольство, Танской империи пришлось с этим смириться. Но именно поэтому отношение к Японии было гораздо прохладнее, чем к другим близлежащим странам. 
Морское путешествие было сопряжено с большими опасностями, кораблекрушения случались часто, и в VIII веке погибала примерно треть личного состава миссий. Раньше ситуация была лучше: японский морской маршрут проходил по кратчайшему и наиболее безопасному пути — корабли отправлялись из северной части острова Кюсю и следовали к Корейскому полуострову через Корейский пролив, останавливаясь на островах Ики и Цусима. Затем они плыли вдоль корейского побережья Жёлтого моря на север, пересекали море и высаживались на полуострове Шаньдун (так называемый «северный» или «Силланский» путь). Однако этот путь в Китай занимал много времени из-за длительных сухопутных путешествий и требовал сотрудничества с корейскими государствами Пэкче и Силла. С ухудшением отношений с Силла японские миссии всё чаще выбирали «южный маршрут» через Восточно-Китайское море, который был гораздо опаснее. Стоит учесть, что по сравнению с другими странами японцы были плохими мореплавателями, и их корабли не были оснащены поворотными парусами, а движение против ветра осуществлялось с помощью вёсел. Строительство двухмачтовых парусных судов, на которых отправлялись миссии, было редким событием, о котором упоминалось в летописях. Когда японцы добирались до материка и возвращались на попутных судах Силла, путешествие обычно проходило успешно. В состав миссий входили дипломаты, специалисты (врачи, астрологи, фармацевты, ремесленники), знатоки китайской письменности и монахи; экипаж кораблей составляла 40 % от общего числа участников миссии (несовершенство конструкции судов компенсировалось мускульной и гребной силой). Кроме выполнения политических и этикетных задач, миссии служили источниками разнообразной письменной информации — для приобретения книг выделялись специальные средства.
Количество людей, посещавших Китай, было небольшим, поэтому основным источником знаний для японцев стали книги. Они изучали, копировали и распространяли их под контролем государственных структур. Японцы платили дань Китаю природными ресурсами, тканями, растительным маслом и сладостями. Несмотря на ограничения на импорт книг, японцы отправляли официальные посольства в Китай, где имели больше возможностей для покупки книг. Ситуация изменилась во второй половине VIII века, когда ограничения на экспорт были смягчены или отменены. Это привело к росту международной торговли, в том числе книжной, которую осуществляли китайские и силланские купцы. Японский двор пытался сохранить государственную монополию на информацию, но это не удалось. Китайские книги стали стратегическим товаром для японцев, и они тщательно охраняли их. Многие японские дипломаты и студенты обучались в Китае и привозили оттуда книги. Хотя интенсивность контактов Японии с Китаем была меньше, чем у Силла, японцы были хорошо знакомы со всеми аспектами китайской государственной жизни. Согласно описи, сделанной в конце IX века, государственное хранилище Японии содержало около 16 693 свитков, связанных с наукой управления государством. К этому времени центр политической власти Японии уже потерял свою значимость, и отсутствие интереса Китая к Японии помогло выбирать японцам и интерпретировать информацию с учётом господствующих условий и менталитета.
С 632 по 778 год из Китая в Японию было отправлено восемь миссий, пять из которых пришлись на период с 664 по 671 год. Это было связано с проблемами передела сфер влияния после объединения Кореи под эгидой Силла. После установления стабильности на Корейском полуострове следующее китайское посольство прибыло в Японию спустя 90 лет — в 761 году. Большинство посольств отправлялось не от имени танского императора, а от военной администрации Китая в Корее. Обмен посольствами с Силла также сыграл важную роль в приобщении японцев к дальневосточной цивилизации. С правления императора Тэмму до конца VIII века в Японию было отправлено 39 посольств. Отношения между Японией и Силла были благоприятными после объединения Корейского полуострова под её эгидой. Однако Япония рассматривала Силла как вассальное государство. Число японских посольств в Силла в этот период составило всего 23. После возникновения царства Бохай на северных границах Силла правители Силла решили заключить мир с империей Тан и увеличить своё недовольство к гегемонистскими притязаниями Ямато. В период правления императрицы Дзито посольства Силлы прибывали примерно раз в два года, а при императоре Момму — раз в три года. После признания Силла Китаем контакты между Японией и Силла постепенно стали угасать и прекратились после 779 года. 
Другая страна, с которой Япония поддерживала тесные связи на протяжении VIII века, была Бохай. Это государство возникло в конце VII века и прекратило своё существование после завоевания киданями в 926 году. Правящую династию основал выходец из Когурё Тэ Чоён. Большинство населения составляли мохэ — общее название группы тунгусских племён. Бохай включал Ляодун, северную часть Корейского полуострова и юг современного Приморского края России. Поскольку территория Бохая охватывала значительную часть бывшего Когурё, граничила с Силла и Тан, между этими странами часто возникали конфликты. Япония считала Бохай варварской страной и своим вассальным государством, что было важно для укрепления национального самосознания в условиях попыток Силла избавиться от этой зависимости. Первое посольство Бохая в Японию прибыло в 727 году и было принято императором Сёму. Всего за время существования государства в Японию было отправлено 34 миссии, особенно много их стало с начала IX века. В VIII веке в Японию прибыло 14 посольств. Поначалу бохайские посольства стремились использовать Японию как военного и дипломатического союзника, но со второй половины VIII века в отношениях двух стран всё больше преобладали церемониальные и обменные цели. Бохайские посольства дарили японскому двору меха, женьшень и мёд, а японцы отправляли им ткацкие изделия и лаковые изделия. Начиная с 728 года, Япония отправила в Бохай 13 миссий, последняя из которых датируется 810 годом. Япония использовала бохайские посольства и свои посольства в Бохае для получения информации о событиях на Корейском полуострове и в Китае. Кроме того, Япония пыталась установить путь в Китай через территорию Бохая, но эта попытка не увенчалась успехом из-за нестабильных отношений с Силла. Бохай был единственной страной, с которой Япония продолжала поддерживать дипломатические контакты в IX–X веках вплоть до распада государства. Следует отметить, что в IX–X веках эти контакты стали односторонними — посольства отправляло только государство Бохай. Последний официальный контакт с Силла датируется 779 годом, с империей Тан — 838 годом.
После смерти императрицы Сётоку, когда линия императоров, происходящих от Тэмму, прервалась и власть перешла к линии, происходящей от Тэнти, Япония снизила свои «имперские» амбиции на международной арене и стала развивать более «изоляционистский» подход, что было обусловлено её географическим положением и экономическим приспособлением к окружающей среде, а также конкретными историческими обстоятельствами. Прежде всего, исчезло ощущение угрозы со стороны континента: и империя Тан, и Силла были сосредоточены на своих внутренних проблемах. Показательным является то, что в 792 году, во время военных кампаний против эмиси, Япония значительно сократила свою армию: военная служба была отменена повсеместно, за исключением регионов, непосредственно граничащих с эмиси (провинции Муцу, Дэва, остров Садо) и региона Сайкайдо, что указывает на глубокие изменения в природе японского государства, которое становилось всё более «интровертным».
Изменение политической ситуации на Дальнем Востоке стало одной из основных причин быстрого исключения Японии из системы международных отношений в регионе. Представление Японии о себе как о локальном гегемоне также потеряло свою актуальность. Когда в 918 году государство Корё (Когурё), покорившее Силла в 935 году и объединившее Корейский полуостров, восстановило свою независимость, оно выразило желание восстановить официальные контакты с Японией и даже согласилось выплачивать дань, признав себя вассальным государством. Однако Япония отклонила это предложение. Осознав свою самодостаточность, Япония отказалась устанавливать дипломатические отношения с преемницей Тан — империей Сун.
Торговые связи не прекратились, но перешли в частные руки, и морская торговля велась преимущественно китайскими и корейскими (но не японскими) купцами. Свидетельством дипломатических и других контактов с материком является коллекция сокровищницы храма Тодайдзи — Сёсоин  (старейшее сохранившееся здание храмового комплекса). Начало её формированию положила вдова императора Сёму, Комей, подарившая храму предметы, которые император особенно ценил. С тех пор коллекция пополнялась различными предметами. Её значимость признана настолько высокой, что сейчас она считается символом нации. С 1875 года экспонаты коллекции можно увидеть только с разрешения императора. Коллекция состоит из трёх частей. Первая — предметы, подаренные Комей (около 700 предметов, в основном континентального происхождения). Вторая — предметы буддийского культа, собранные храмом Тодайдзи, включая предметы периода Хэйан и церемониальные предметы. Третья — древние документы, хранящиеся в Сёсоин. Самостоятельную ценность представляют китайские книги периодов Суй и Тан, переданные в коллекцию уже в эпоху Мэйдзи. География происхождения предметов коллекции обширна: помимо Китая и Кореи, это страны Ближнего Востока, Индия, Персия, Суматра, Таиланд и Бирма. Однако эти произведения искусства и культуры попали в Японию через посредничество Китая и Кореи, куда они прибыли по Великому шёлковому пути. В любом случае, предметы из Сёсоин отражают широкие контакты танского Китая и Кореи, а не Японии. Большинство японцев контактировали с представителями континентальной культуры через переселенцев с Корейского полуострова, что подтверждается генеалогическими списками «Синсэн сёдзироку», по данным которых около трети японской элиты составляли выходцы из Кореи и Китая.
Японцы стремились привлечь специалистов, в услугах которых они нуждались. Пример такого стремления — история переезда китайского монаха Гандзина. Однако намеренный поиск специалистов с материка был скорее исключением, чем правилом из-за ограниченного количества контактов с континентом. Проявляя интерес к опыту материка, особенно китайскому, и моделируя государственное строительство по китайскому образцу, японцы использовали в основном письменные источники и помощь подготовленных кадров из Китая и Кореи. Этот исторический опыт сформировал стереотипы культурного и исторического поведения японцев на протяжении большей части последующего исторического периода: мудрость приобретается через письменное слово, а не через активный поиск контактов с внешним миром, ожидая, пока этот мир сам обнаружит вас. С IX века китайские торговцы активно действовали в Японии, однако в самой Японии был введён запрет на отправку частных торговых кораблей на континент. Аналогичная ситуация сложилась с прибытием португальских торговцев в XVI веке: именно они, а не японские купцы, отвечали за морские перевозки. Контакты Японии с внешним миром в период Токугава также соответствовали этой схеме: японцы соглашались принимать иностранные корабли, но не отправляли свои.
В целом, оценивая отношения Японии с внешним миром, можно сказать, что обмен информацией преобладал над товарообменом, который ограничивался предметами роскоши. Японцев больше интересовали идеи и технологические новшества, а не готовые продукты. Их интерес был сосредоточен главным образом на Китае, Корее и Бохае. Важно отметить, что первая попытка прямого проникновения в страну буддизма — Индию — произошла только во второй половине IX века (путешествие туда сына императора Хэйцэя, принца Такаока, которое закончилось его смертью в пути).

### Вьетнам
Царство Наньюэ, образованное в результате экспансии и упадка династии Цинь, занимает двоякое положение: плод китаизации с одной стороны и раннее проявление культурно-политической автономии — с другой.

### Запад и Республиканский Китай
В колониальную и республиканскую эпоху исследование отдалённых регионов Китая стало источником громких открытий и связанных с ними политических разногласий, как, например, обнаружение «библиотечной пещеры» в Дуньхуане, экспедиций Петра Козлова (1863—1935), Отани (1876—1948) и Фольке Бергмана (1902—1946).
Серия сино-шведских экспедиций, которую возглавил Свен Гедин (1865—1952), исследовала регионы китайской экспансии в Средней Азии и Тибете. Как и в древности, политические столкновения шли бок о бок с культурными контактами.

## Выдающиеся потомки «варваров»
- Ли Бо (701—762/763), поэт, по материнской линии (предположительно) отпрыск цян;
- Бо Цзюйи (772—846), поэт, предки которого предположительно происходили из ху;
- Пу Сунлин (1649—1715), новеллист, вероятно, имевший арабских предков;
- Лян Шумин (1893—1988), конфуцианский философ монгольского происхождения.